# Alpinanoplophilus yasudai
Alpinanoplophilus yasudai är en insektsart som beskrevs av Ishikawa, H. 1993. Alpinanoplophilus yasudai ingår i släktet Alpinanoplophilus och familjen grottvårtbitare. Inga underarter finns listade i Catalogue of Life.